# フョードル・ミハイロヴィチ (ベロオーゼロ公)
フョードル・ミハイロヴィチ（ロシア語: Фёдор Михайлович、? - 1314年）はベロオーゼロ公ミハイルの子である。ベロオーゼロ公：1293年 - 1314年、プスコフ公：1307年。
1293年、父ミハイルの死後ベロオーゼロ公位に就いた。1302年にジョチ・ウルスの貴族の娘と最初の結婚をした。また1314年にドミトリー・ジディミリチ（おそらくノヴゴロドのボヤーレ）の娘と再婚した。
フョードルに関するこれ以外の史料はなく、おそらく、子も残さなかったと推測されている。公位は弟のロマンが継いだ。